# International Correspondence Chess Federation
Die International Correspondence Chess Federation (ICCF) oder Weltfernschachbund ist der internationale Fernschach-Verband. Sie ist der Dachverband der nationalen Fernschachverbände und organisiert internationale Fernschachturniere. Der größte Mitgliedsverband ist der Deutsche Fernschachbund (BdF).

## Struktur
Mitglieder sind ausschließlich Landesverbände, nicht aber Einzelpersonen. Aufgeteilt ist der ICCF in drei Zonen:
- Europa (36 Mitgliedsverbände)
- Amerika und Pazifik (15 Mitgliedsverbände)
- Afrika und Asien (fünf Mitgliedsverbände)

## Geschichte

### ICSB – Internationaler Correspondence Schachbund
Am 15. August 1928 wurde der ICSB (Internationaler Correspondence Schachbund) gegründet. Präsident war der Berliner Erich Freienhagen, Generalsekretär Hans-Werner von Massow. Mit der Gründung des IFSB verlor der ICSB an Bedeutung.

### IFSB – Internationaler Fernschachbund
Am 2. Dezember 1928 wurde der Internationale Fernschachbund IFSB in Berlin gegründet. Zu den Gründern gehörten Kurt Laue (Halle), Hans Werner von Massow (Hamburg), Rudolf Dührssen (Berlin) und John W. Keeming (Niederlande). Die erste Bundesmeisterschaft, 1932 gestartet, gewann Hans Müller. Im Jahre 1935 erkannte der Weltschachverband FIDE den IFSB als internationalen Spitzenverband des Fernschachs an. Im gleichen Jahr startete die erste europäische Fernschach-Olympiade. Im Jahre 1937 beschloss der IFSB, Weltmeisterschaften im Fernschach durchzuführen. Dies konnte vor dem Zweiten Weltkrieg nicht mehr umgesetzt werden.
Wegen des Krieges wurde die Arbeit des IFSB 1939 unterbrochen. Zu diesem Zeitpunkt gehörten 20 Nationalverbände dem IFSB an.

### ICCA – International Correspondence Chess Association
Als Nachfolgeorganisation des IFSB wurde im Dezember 1945 die ICCA (International Correspondence Chess Association) ins Leben gerufen. Treibende Kraft war im Wesentlichen Erik Larsson. 1947 begann die erste Fernschach-Weltmeisterschaft.

### ICCF – International Correspondence Chess Federation
Aus der ICCA entstand 1951 die ICCF, der heute 56 Landesverbände angehören. Seit 1959 vergibt die ICCF eigene Titel (Großmeister und Internationaler Meister), seit 1987 auch Elo-Zahlen. Leitspruch ist AMICI SUMUS (wir sind Freunde).

## Funktionäre

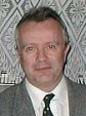
Éric Ruch

### Präsidenten
ICSB
- 1928–1933: Erich Freienhagen (Deutschland) (* 1863; † 1933)

IFSB
- 1928–1935: Rudolf Dührssen (Deutschland) (* 1889; † 1947)
- 1934–1935: Knud Schjorring (Dänemark)
- 1935–1939: István Abonyi (Ungarn) (* 1886; † 1942)

ICCA
- 1946–1951: Baruch Harold Wood (England) (* 1909; † 1989)

ICCF
- 1951–1953: Jean-Louis Ormond (Schweiz) (* 1894; † 1986)
- 1953–1959: Anders Elgesem (Norwegen) (* 1888; † 1968)
- 1959–1987: Hans-Werner von Massow (Deutschland) (* 1912; † 1988)
- 1987–1996: Henk Mostert (Niederlande) (* 1925; † 2002)
- 1996–2003: Alan Borwell (Schottland) (* 1937)
- 2003–2004: Josef Mrkvicka (Tschechien) (* 1951)
- 2005–2009: Mohammed Samraoui (Algerien) (* 1953)
- seit 2009: Éric Ruch (Frankreich) (* 1961)

### Paul Diaconescu
Der rumänische Fernschach-Großmeister Paul Diaconescu (* 9. Oktober 1929; † 1997) war von 1988 bis 1996 Generalsekretär. Davor war er Präsident des rumänischen Schachverbandes. 1965 ernannte ihn die FIDE zum Internationalen Schiedsrichter. Er war auch ein starker Fernschachspieler (Teilnahme an drei Schacholympiaden, Platz 3 im Jubiläumsturnier „20 Jahre Europe Echecs“).

### Erik Larsson
Der Schwede Erik Larsson (* 20. Mai 1915; † 14. Februar 2009) wurde auf der Tagung des IFSB am 10. August 1937 in Stockholm zum ersten Turnierleiter ernannt. Dieses Amt hatte er bis 1987 inne. Nach dem Zweiten Weltkrieg hatte er maßgeblichen Anteil am Wiederaufbau des internationalen Fernschachbetriebs, wobei ihm die Angehörigkeit zum neutralen Staat Schweden behilflich war. Dafür wurde er 1957 mit der Ehrenmitgliedschaft des ICCF geehrt. Von 1969 bis 1975 war er Schatzmeister ICCF, 1966 wurde er zum Internationalen Schiedsrichter des ICCF ernannt.

### Harald Norell
Der Schwede Norell (* 10. April 1906; † 8. August 1983 in Malmö) war von 1955 bis 1982 Turniersekretär. 1966 wurde er Internationaler Schiedsrichter der ICCF. Für seine Verdienste ernannte ihn der ICCF 1977 zum Ehrenmitglied. Seine mehr als 20-jährige Arbeit in der Organisation des schwedischen Schachverbandes würdigte dieser mit der Colljin-Medaille in Gold.

### Alan Francis Stammwitz
Stammwitz (Großbritannien) († 8. Januar 1975 im Alter von 69 Jahren) war von 1951 bis 1955 Generalsekretär. Von 1965 bis 1973 vertrat er die British Postal Chess Federation (BPCF) bei der ICCF. National arbeitete er 1940 bis 1945 als Sekretär der British Correspondence Chess Association (BCCA) (später Mitglied im BPCF) sowie von 1953 bis 1965 Sekretär der British Chess Federation (BCF).

## Wettbewerbe
Ihre eigene Sprachenunabhängige ICCF-Notation nutzend, organisiert die ICCF eine Reihe von Wettbewerben: Einzel- und Mannschaftswettbewerbe, Titelnorm-Wettbewerbe und Promotionswettbewerbe, von offenen bis hin zu Klassen-Wettbewerben – in den Variationen E-Mail, postalisch und auf den ICCF eigenen Servern ausgetragen. Ab dem Jahr 2011 organisiert der ICCF auch Wettbewerbe in Chess960.